# John Goldie Racing
John Goldie Racing var ett brittiskt privat formel 1-stall som tävlade i mitten av 1970-talet.
Stallet, som även kallades Hexagon of Highgate team, tävlade med Brabham-bilar säsongen 1974.

## F1-säsonger
| Säsong | Tävlingsnamn                    | Bil                       | Motor                    | Däck | Poäng | VM-plac. | Förare 1    | Förare 2    |
| ------ | ------------------------------- | ------------------------- | ------------------------ | ---- | ----- | -------- | ----------- | ----------- |
| 1974   | John Goldie Racing with Hexagon | Brabham BT42              | Ford Cosworth DFV 3.0 V8 | F    | 1     | (5:a)    | John Watson | Carlos Pace |
| 1974   | Goldie Hexagon Racing           | Brabham BT42 Brabham BT44 | Ford Cosworth DFV 3.0 V8 | F    | 5     | (5:a)    | John Watson |             |